# عبدالله النوبی (بازیکن فوتبال، زاده ۱۹۸۷)
عبدالله النوبی (انگلیسی: Abdullah Al-Noubi؛ زادهٔ ۸ ژانویهٔ ۱۹۸۷) بازیکن فوتبال اهل امارات متحده عربی است.